# Генсон (округ, Південна Дакота)
Шаблон:StateAbbr_ 43°40′29″ пн. ш. 97°47′14″ зх. д. / 43.67482° пн. ш. 97.78734° зх. д.
Округ Генсон (англ. Hanson County) — округ (графство) у штаті Південна Дакота, США. Ідентифікатор округу 46061.

## Історія
Округ утворений 1873 року.

## Демографія
За даними перепису 2000 року загальне населення округу становило 3139 осіб, усе сільське. Серед мешканців округу чоловіків було 1572, а жінок — 1567. В окрузі було 1115 домогосподарств, 848 родин, які мешкали в 1218 будинках. Середній розмір родини становив 3,33.
Віковий розподіл населення поданий у таблиці:
| Стать    | До 15 років | 15-21 | 22-29 | 30-39 | 40-49 | 50-65 | 65-85 | Понад 85 |
| -------- | ----------- | ----- | ----- | ----- | ----- | ----- | ----- | -------- |
| Чоловіки | 391         | 149   | 123   | 220   | 231   | 238   | 204   | 16       |
| Жінки    | 378         | 146   | 128   | 208   | 229   | 231   | 215   | 32       |

## Суміжні округи
- Майнер — північ
- Маккук — схід
- Гатчинсон — південь
- Девісон — захід
- Сенборн — північний захід

## Виноски
1. ↑  US Decennial Census. US Census Bureau. Архів оригіналу за 12 травня 2015. Процитовано 26 березня 2015.
2. ↑  Historical Census Browser. University of Virginia Library. Архів оригіналу за 11 серпня 2012. Процитовано 26 березня 2015.
3. ↑  Forstall, Richard L., ред. (27 березня 1995). Population of Counties by Decennial Census: 1900 to 1990. US Census Bureau. Архів оригіналу за 28 грудня 2008. Процитовано 26 березня 2015.
4. ↑  Census 2000 PHC-T-4. Ranking Tables for Counties: 1990 and 2000 (PDF). US Census Bureau. 2 квітня 2001. Архів оригіналу (PDF) за 18 грудня 2014. Процитовано 26 березня 2015.
5. ↑  State & County QuickFacts. Бюро перепису населення США. Архів оригіналу за 7 червня 2011. Процитовано 25 листопада 2013.(англ.) Наведено за англійською вікіпедією.
6. ↑  American FactFinder. Бюро перепису населення США. Архів оригіналу за 21 травня 2008. Процитовано 31 січня 2008.

| США | Це незавершена стаття з географії США. Ви можете допомогти проєкту, виправивши або дописавши її. |